# Laura Sánchez (mannequin)
Pour les articles homonymes, voir Sánchez et Laura Sánchez.
 (juin 2022).
Laura Sánchez est un mannequin et une actrice espagnole née le 29 mai 1981 à Groß-Gerau en Allemagne, mais qui a vécu à Huelva en Andalousie.
Elle interprète Pepa Miranda dans la série espagnole Los hombres de Paco.

## Biographie
De 2008 à 2010, Laura Sánchez interprète Pepa Miranda, sœur de Paco Miranda (Paco Tous) dans la série Los hombres de Paco. Son apparition au commissariat de San Antonio a causé un petit tremblement de terre au sein des Miranda. Le frère et la sœur avaient pris leurs distances à la suite de problèmes personnels. Elle était agent de police à Séville, mais son investigation dans l'enquête de Julio Olmedo l'a amenée à revoir son frère qui lui demanda de rester à San Antonio. Elle est lesbienne et retrouve l'amour de sa vie Silvia Castro (Marián Aguilera), avec laquelle elle se mariera dans le dernier épisode de la huitième saison. Silvia mourut quelques heures plus tard, bien que Pepa et Don Lorenzo tentèrent de l'opérer en vain pour extraire une balle tirée par la mafia pendant une embuscade.

## Filmographie

### Télévision
- 2008-2010 : Los hombres de Paco : Pepa Miranda

## Agences
- Servicios Generales Doble Erre
- Next Model Management - Paris
- Time Models
- SS&M Model Management
- Stockholmsgruppen Models
- Why Not Model Agency
- Next Company
- Yuli Models

## Défilés
- Fashion Week de Paris et Milan
- Armani (2003)
- Gianfranco Ferré (2003)

## Couvertures
- France : Madame Figaro - 8 avril 2000
- Allemagne : Marie Claire - mai 2003
- Espagne :
  - Elle - janvier 2001
  - Marie Claire - juin 2001, novembre 2002 et février 2004
  - ¡Hola! - Haute Couture Printemps/Été 2001 et Automne/Hiver 2002
  - Novias de España - octobre 2002
  - GQ - janvier 2003
  - Woman - avril 2004 y janvier 2006
  - Hojas - juin-juillet 2004
  - El País Semanal - 12 décembre 2004
  - Telva - avril 2005 et juillet 2005

## Campagnes de publicité
- Vêtements, Accessoires: Caramelo, Cerrutti, Daneva, El Corte Inglés, Escada, Inpe, John Lewis, Kerastase, Lexus, Loewe, Lolita, Mango, Marc Cain, Mercedes de Miguel, Patricia, Pianegonda, Pull & Bear, Punto Blanco, Revlon, Rolex, Rosa Clará, Silhouette, Simorra, Teleno lingerie, Trucco, Emanuel Ungaro, Underwear & Co., Victorio & Lucchino 'V & L' fragrance, Year
- Automne/Hiver 1999: Andrés Sardá
- Printemps/Été 2001 : Lola Escobar, Lolita Lempicka
- Automne/Hiver 2001 : Andrés Sardá, Angel Schlesser, Armand Basi, Jesús del Pozo, Joachin Verdú, Mariona Gen, M de Miguel, Peter Aedo, Roger O., TCN, Victorio & Lucchino
- Automne/Hiver 2002 : Giorgio Armani, La Perla, Pepe Arellano, Balmain, Georges Chakra, Jean Louis Scherrer, Torrente
- Automne/Hiver 2003 : Devota & Lomba, Elio Berhayer, Emporio Armani, Esteve, Gianfranco Ferré, Giorgio Armani, Hanibal Laguna, Javier Larrainzar, John Richmond, Josep Font, Kina Fernández, Mercedes de Miguel, Miguel Palacio, Montesinos Alama, Peter Aedo, Roberto Torreta, Trastornados, Victorio & Lucchino
- Printemps/Été 2004 : Collete Dinnigan, Dirk Bikkenbergs, Emporio Armani, Esteve Sita Mur, Guillermina Baeza, Hannibal Laguna, Javier Larrainzar, Jesús del Pozo, Leonard, Lydia Delgado, Roberto Torretta, Simorra, Victorio & Lucchino
- Automne/Hiver 2004 : Andrés Sardá, Ágatha Ruiz de la Prada, Angel Schlesser, David Delfín, Devota & Lomba, Hannibal Laguna, Javier larrainzar, José Miro, Josep Abril, Josep Font, Konrad Muhr, Mercedes de miguel, Miguel Palacio, Por Fin, Simorra, Victorio & Lucchino
- Printemps/Été 2005 : Cortefiel, David Delfín, TCN, Hannibal Laguna, Simorra, Dolores Cortes, Elio Berhanyer, Montesinos Alama, Javier Larrainzar, José Miró, Victorio & Lucchino
- Automne/Hiver 2005 : Ágatha Ruiz de la Prada, Andrés Sardá, Elio Berhanyer, Hannibal Laguna, Jota+Ge, Josep Font, Mercedes de Miguel, MODA CyL, Swarovski, Victorio & Lucchino, Women´ Secret
- Printemps/Été 2006 : Ágatha Ruiz de la Prada, Andrés Sardá, Antonio Pernas, Elio Berhanyer, Juan Duyos, Juana Martin, Montesinos Alama

## Récompenses
- The Look of the Year de l'agence Elite (1998)
- Meilleur Mannequin à la XXXIII edition Cibeles (Autaumne/Hiver 2001-2002)
- Prix GQ's 'Woman of the Year' (2002)
- Prix 'Mannequin de l'année' du magazine espagnol Glamour (2003)
- Prix 'Mannequin de l'année' du Woman Magazine (2004)
- Best script tv series with lesbian/bi characters (international) Laura Sánchez et Marian Aguilera (AfterEllen.com) (2008)